# Archivio di Stato di Cuneo
L'Archivio di Stato di Cuneo è l'ufficio periferico del Ministero dei beni e delle attività culturali e del turismo che per legge conserva la documentazione storica prodotta dagli enti pubblici della provincia di Cuneo e per deposito volontario, custodia temporanea, donazione o acquisto ogni altro archivio o raccolta documentaria di importanza storica.

## Storia
L'Archivio di Stato di Cuneo, istituito come Sezione con d.m. 30 sett. 1956, e funzionante dal 1957, conserva circa 8 km di materiale archivistico, prevalentemente di carattere amministrativo, giudiziario e notarile.

## Patrimonio
L’Archivio di Stato di Cuneo conserva la produzione documentaria dell'amministrazione di Antico regime della Provincia (Intendenza, Uffici di insinuazione, Prefetture, Giudicature), gli archivi notarili in serie continue a partire dal XV secolo dei distretti di Alba, Cuneo, Mondovì e Saluzzo, i fondi di epoca napoleonica del Dipartimento della Stura e dei Tribunali di prima istanza di Mondovì e Saluzzo.
Il patrimonio archivistico comprende inoltre alcuni archivi di famiglie e di persone, gli archivi degli ospedali di Cuneo e Mondovì, con una ricca serie cartografica del XVIII secolo, frammenti di archivi comunali e i fondi amministrativi, notarili, giudiziari post napoleonici (Intendenze, Uffici di insinuazione poi del registro, Tribunali, Preture, Prefettura). Particolarmente consultati sono i fondi degli Uffici di leva e dei Distretti militari, utili per ricostruire la storia delle famiglie di una provincia molto interessata, nei secoli scorsi, dal fenomeno dell'emigrazione.
Una fonte di primaria importanza per la storia del territorio è rappresentata dai fondi dell'Ispettorato provinciale dell'agricoltura e dell'Ispettorato ripartimentale delle foreste, oltre alla documentazione catastale, che conta circa 1700 mappe, e a quella riguardante i canali demaniali (anch'essa con una ricca serie cartografica).
Sono stati invece depositati per lo più presso le biblioteche civiche locali i documenti dei più grandi comuni della provincia, così come gli atti dei più antichi organismi (marchesati, comitati, abbazie, monasteri, ecc.) operanti nel vasto territorio corrispondente alla attuale provincia di Cuneo sono prevalentemente confluiti, a seguito di varie vicende, nell'Archivio di Stato di Torino.